# Parathyma syma
Parathyma syma är en fjärilsart som beskrevs av Hans Fruhstorfer 1913. Parathyma syma ingår i släktet Parathyma och familjen praktfjärilar. Inga underarter finns listade i Catalogue of Life.